# Оксид лютеция
Оксид лютеция — бинарное неорганическое соединение
лютеция и кислорода с формулой Lu2O3,
бесцветные кристаллы.

## Получение
- Разложение нитрата или оксалата лютеция:

{\displaystyle {\mathsf {4Lu(NO_{3})_{3}\ {\xrightarrow {T}}\ 2Lu_{2}O_{3}+12NO_{2}+3O_{2}}}}
{\displaystyle {\mathsf {Lu_{2}(C_{2}O_{4})_{3}\ {\xrightarrow {T}}\ Lu_{2}O_{3}+3CO+3CO_{2}}}}

## Физические свойства
Оксид лютеция образует бесцветные кристаллы
кубической сингонии,
пространственная группа I a3,
параметры ячейки a = 1,0375 нм, Z = 16.
При нагревании происходит переход в фазу
моноклинной сингонии,
пространственная группа C 2/m,
параметры ячейки a = 1,370 нм, b = 0,3410 нм, c = 0,8425 нм, β = 100,22°, Z = 6, d = 10,16 г/см³.

## Применение
- Компонент жаропрочной керамики.